# 本牧間門
本牧間門（ほんもくまかど）は、神奈川県横浜市中区の町名。丁番を持たない単独町名である。住居表示実施済み区域。

## 地理
中区の南部にある本牧地区に位置し、南西に千鳥町、南東から東にかけて本牧三之谷、北に本牧和田と本牧荒井、北西に池袋と根岸加曽台と接している。

## 歴史

### 沿革
- 1924年（大正13年） - 横浜市電本牧線が現在の本牧原から本牧間門まで延伸。
- 1967年（昭和42年） - 横浜市電本牧線が廃止。
- 1994年（平成6年）9月26日 - 本牧三之谷、間門町の各一部を編入し、本牧間門を新設。併せて住居表示実施[6]。

## 世帯数と人口
2025年（令和7年）6月30日現在（横浜市発表）の世帯数と人口は以下の通りである。
| 町丁     | 世帯数    | 人口    |
| -------- | --------- | ------- |
| 本牧間門 | 1,269世帯 | 2,593人 |

### 人口の変遷
国勢調査による人口の推移。
| 年                 | 人口  |
| ------------------ | ----- |
| 1995年（平成7年）  | 2,586 |
| 2000年（平成12年） | 2,632 |
| 2005年（平成17年） | 2,531 |
| 2010年（平成22年） | 2,515 |
| 2015年（平成27年） | 2,558 |
| 2020年（令和2年）  | 2,537 |

### 世帯数の変遷
国勢調査による世帯数の推移。
| 年                 | 世帯数 |
| ------------------ | ------ |
| 1995年（平成7年）  | 975    |
| 2000年（平成12年） | 997    |
| 2005年（平成17年） | 996    |
| 2010年（平成22年） | 1,062  |
| 2015年（平成27年） | 1,065  |
| 2020年（令和2年）  | 1,146  |

## 学区
市立小・中学校に通う場合、学区は以下の通りとなる（2024年11月時点）。
| 番地 | 小学校             | 中学校             |
| ---- | ------------------ | ------------------ |
| 全域 | 横浜市立間門小学校 | 横浜市立本牧中学校 |

## 事業所
2021年現在の経済センサス調査による事業所数と従業員数は以下の通りである。
| 町丁     | 事業所数 | 従業員数 |
| -------- | -------- | -------- |
| 本牧間門 | 95事業所 | 707人    |

### 事業者数の変遷
経済センサスによる事業所数の推移。
| 年                 | 事業者数 |
| ------------------ | -------- |
| 2016年（平成28年） | 96       |
| 2021年（令和3年）  | 95       |

### 従業員数の変遷
経済センサスによる従業員数の推移。
| 年                 | 従業員数 |
| ------------------ | -------- |
| 2016年（平成28年） | 635      |
| 2021年（令和3年）  | 707      |

## 施設
- 神奈川県立横浜立野高等学校
- 横浜市立間門小学校

## その他

### 日本郵便
- 郵便番号：231-0825[3]（集配局：横浜港郵便局[16]）

### 警察
町内の警察の管轄区域は以下の通りである。
| 番・番地等 | 警察署     | 交番・駐在所 |
| ---------- | ---------- | ------------ |
| 全域       | 山手警察署 | 根岸交番     |